# Stadion Szachtar w Doniecku
Stadion Szachtar (ukr. Стадіон «Шахтар») – stadion sportowy w Doniecku na Ukrainie.
Swoje mecze, do czasu wybudowania nowego stadionu Szachtara – Donbass Arena, rozgrywał na nim klub piłkarski Szachtar Donieck. Również gospodarzem stadionu był inny klub z Doniecka – Metałurh. Wcześniej nazywał się Centralny Stadion Szachtar.